# Monturull
El Monturull  (també anomenat la Torre dels Soldats o la Torreta del Soldat) és una muntanya de 2.760 metres situada entre els municipis de les Valls de Valira, Lles de Cerdanya i la parròquia d'Escaldes-Engordany.
Aquest cim esta inclòs al llistat dels 100 cims de la FEEC.

## Rutes
- Des del refugi dels llacs de la Pera.
- Des de la vall de Claror a Andorra.